# Picumnus
Picumnus – w mitologii rzymskiej był bogiem płodności, rolnictwa, małżeństwa i dzieci. Przypuszcza się, że można go identyfikować ze Sterquilinusem. Jego bratem był Pilumnus.